# Louis Adolphus Duhring
Louis Adolphus Duhring (Filadelfia, 23 dicembre 1845 – Filadelfia, 8 maggio 1913) è stato un dermatologo statunitense.
Generalmente poco noto, è ricordato in campo specialistico per la descrizione della dermatite erpetiforme di Duhring (1884) che aprì nuove prospettive nella dermatologia ottocentesca.
Membro fondatore dell'American Dermatological Society (1876) fu per lungo tempo insegnante all'Università della Pennsylvania e patriota unionista.